# 10949 Konigstuhl
A 10949 Konigstuhl (ideiglenes jelöléssel 3066 P-L) a Naprendszer kisbolygóövében található aszteroida. Cornelis Johannes van Houten,  Ingrid van Houten-Groeneveld és Tom Gehrels fedezte fel 1960. szeptember 25-én.